# Aldertjärnen (Färila socken, Hälsingland)
Aldertjärnen är en sjö i Ljusdals kommun i Hälsingland och ingår i Ljusnans huvudavrinningsområde.